# 耐性 (薬理学)
耐性（たいせい、drug tolerance、あるいは寛容とも）とは、疾病の治療に用いられる医薬品などを反復して投与するうちに、投与されたヒトや動物が抵抗性を獲得して効力が低下していく現象のこと。薬物耐性とも呼ばれるが、向精神薬に対する耐性のことを特に薬物耐性と呼ぶことも多い。耐性は、薬物依存症の診断基準の1つである。
また感作（かんさ, sensitization）は、薬物の効力が増加していくことであり、逆耐性（reverse tolerance）とも呼ばれる。
薬剤耐性と呼ぶこともあるが、こちらの語は感染症などの治療に用いる薬剤に対して病原体が 抵抗性を獲得する現象である薬剤耐性(drug resistance)に用いられる場合が多い。

## 概要
医薬品の一部では、治療などの目的で投与を繰り返しているうちに、その薬効が減弱し、最終的にはほとんど効かなくなる場合がある。医学（特に薬理学）では、この現象を耐性と呼ぶ。また、特に短時間のうちに耐性が形成される現象はタキフィラキシー（速成耐性、速成寛容）と呼ばれる。また、逆耐性とも呼ばれる感作は、精神刺激薬を間をあけて反復的に使用した場合に生じやすく、薬効が増強されていくことである。
耐性は薬剤の反復投与によって、投与されたヒトや動物に何らかの変化が生じて、薬剤に対する抵抗性が獲得されたことによる。この機構には、主に二つのものが知られており、それぞれ組織耐性（あるいは機能耐性）、代謝耐性と呼ばれる。組織耐性は薬剤の反復投与に伴って、その薬剤が作用する受容体の数が減少するなど、薬剤の作用点に組織レベルの変化が生じた結果、薬剤が効きにくくなることである。代謝耐性は、肝臓などでその薬剤を分解する酵素の産生が誘導された結果、体内の薬剤濃度が投与後速やかに減少してしまい、効力を発揮できなくなることである。
耐性が生じるかどうかは、その薬剤の種類によってほとんど決まっており、その耐性獲得の機構も薬剤ごとに異なる。また同じ薬剤であっても、標的となる作用によって耐性が生じるかどうかに違いが現れることもある。例えば、カフェインの中枢神経に対する作用（中枢神経興奮作用など）には耐性が現れない（組織耐性、代謝耐性ともに生じない）が、末梢組織に対する作用の一部（血圧亢進作用、利尿作用）には組織耐性が現れることがある。
耐性が生じると、それまで有効であった治療薬の効果が減弱するため、医療上の問題になる。耐性を生じやすい代表的な薬剤としては、糖尿病に用いられるインスリン、狭心症の治療に用いられるニトログリセリン、パーキンソン病の治療薬であるL-ドーパなどが知られる。その他の耐性の例としては、睡眠薬に対する耐性、メサラジン製剤のペンタサ、リアルダ、アサコールに対する耐性などが確認されている。
現に摂取したものではない、同様の機序を持つほかの薬物に耐性を形成する現象は、交叉耐性と呼ばれる。
また依存性薬物に対して耐性が生じると、投与量を増やさなければ効かなくなるため、薬物への依存や精神毒性が強くなる。耐性の獲得は、薬物依存症の診断基準の1つである。
しかし、LSDのような幻覚剤には耐性は生じるが、離脱症状はない。幻覚剤には依存は形成されない。薬物依存症の治療薬としての研究がおこなわれているということもある。有機溶剤に対して生じる耐性を推定するのは困難である。したがって、耐性の有無は依存性や毒性とかならずしも関連するわけではない。

## 感作・逆耐性
感作は逆耐性ともされる。麻酔薬のプロポフォールは、明らかな強化効果（感作または逆耐性）が認められる。